# Стриївка
Стриї́вка — село в Україні, у Збаразькій міській громаді Тернопільського району Тернопільської області. Розташоване на річці Нетич (місцева назва — Сорока), на північному сході району. До 2020 центр сільради, якій було підпорядковане село Травневе.
Населення — 1008 осіб (2007).
Село дало назву зупинці Стриївка, де зупиняються електрички «Тернопіль — Волочиськ» та «Зборів — Волочиськ». З однією пересадкою можна дістатися Хмельницька чи Львова.

## Історія
Поблизу села виявлено археологічні пам'ятки черняхівської культури.
Існує версія, що село існувало ще до початку навали монголо-татар на Київську Русь. За цією версією, перше поселення було розміщене за 1 км від сучасного села в районі урочища «Кут». Називалось воно Покропивна. Його вщент розгромили і спалили монголо-татари у 1241 році, які проходили зі східної сторони на Збараж.
Раніше вважали, що вперше село згадують у документах за 1463 рік, де ідеться про поділ між синами Василем, Семеном і Солтаном Несвідськими батькових володінь. Проте внаслідок нових досліджень виявили вислужну грамоту короля Ягайла Петрові Одровонжу, яку датують 8 серпня 1431 року. Село згадується у грамоті 1 березня (10 березня за новим стилем) 1440 року — король Володислав підтверджує за Петром Одровонжем 13 раніше наданих йому Ягайлом сіл.
Село входило до складу Речі Посполитої, свого часу належало князям Острозьким, Чорторийським, Сангушкам, Корецьким, Збаразьким та ін.
В 1772 р. після першого поділу Речі Посполитої Збаражчина, у тому числі і Стриївка відійшла до Австрії.
В 1846 році хвиля селянських повстань прокотилася і на Збаражчині, можливо в них брали участь і жителі Стриївки. 16 квітня 1848 р. Фердинанд-1 підписав пакт на знищення панщини, а 22-23 квітня на Великдень він був оголошений.
У роки Першої світової війни село зазнало російської окупації (на самому початку війни). У період з листопада 1918 року до кінця червня 1919 року село входило до складу ЗУНР, після відступу Української Галицької Армії в липні 1919 року Збаражчину і Стриївку, у тому числі зайняли поляки.
У липні 1920 року почалася Польсько-радянсько війна. 26 липня 1920 року радянські війська захопили значну частину Тернопільщини, зокрема й Збаражчину. 1 серпня 1920 року було проголошено Галицьку Соціалістичну Радянську республіку. Тернопіль проголосили тимчасово столицею ГСРР. На місцях влада передавалась повітовим, міським і сільським комітетам. Такий ревком був створений і в Стриївці. Польща, отримавши велику фінансову та військову підтримку від Антанти, перейшла в наступ, Червона Армія була змушена відступити за Збруч. 21 вересня 1920 року Галревком припинив свою діяльність. Тернопільщина опинилася під владою Польщі за статутом мирного договору 1921 року підписаного між РСФСР та УРСР з одного боку і Польщею з другого.
У 1939 році в Стриївці було 392 житлові будинки і проживало 1917 осіб, у тому числі 780 українців, 1126 поляків і 11 євреїв. Діяли «Просвіта», «Рідна школа», «Сільський господар» та інші товариства. 
Початок Другої світової війни Стриївка зустріла під владою Польщі. У липні 1941 року у село зайшли німецькі війська. Молодих людей примусово вивозили на роботу у Німеччину, а 4 єврейські сім'ї (11 осіб), які проживали в селі, було вивезені до Збаража і розстріляні.
У липні 1943 р. через село, здійснюючи свій рейд в Карпати, проходило партизанське з'єднання Сидора Ковпака. Ковпаківці в селі для своїх потреб взяли близько 20 коней від жителів, залишивши їм своїх, охлялих.
Захоплення Стриївки Червоною армією почалося на світанку 6 березня 1944 року. Внаслідок 5-годинного бою, в якому загинули 24 радянські бійці та 4 німецькі солдати, Стриївку було зайнято. У квітні було проведено примусову мобілізацію, і 327 чоловіків віком від 19 до 50 років було забрано до радянського війська. 231 чол. отримав нагороди, а 96 не вернулися з фронту. У селі на пам'ять про загиблих встановлено у 1970 роках пам'ятник воїнам-односельчанам.
У 1945—1946 рр. за Люблінською угодою всіх поляків, які проживали у селі, було вивезено до Польщі, а до села прибули українці-переселенці з Закерзоння.
У 1947 році почалась насильницька колективізація. Багато родин із села було вивезено в Сибір. Унаслідок укрупнення колгоспів в 1950 році до Стриївки було приєднано село Заруддя (нині село Травневе). Колгосп називався «Іскра». В його користуванні було 3,4 тис. га землі, з них 3,1 тис. га орної. Провідними галузями рільництво і тваринництво. Деякий час (кінець 1950-х — 1960-ті роки) колгосп мав великий сад і пасіку.
В 1989 році повністю завершено газифікацію села, прокладання доріг із твердим покриттям. По всіх вулицях села прокладено водогін, у центрі села споруджено 2 водонапірні вежі. Крім цього, ще 2 водонапірні вежі забезпечують водою ферму, тракторну бригаду, тік і жителів вул. «Застав». У селі працює 4 магазини, ковбасний цех та пекарня де працюють значна частина жителів села.
На місці колишнього колгоспу «Іскра» створене товариство з обмеженою відповідальністю «Поділля», яке має у своєму користуванні землі. Земля розпайована, на кожний пай припадає орної землі.
У 1994 році згоріла церква.
Про село В. А. Марцинишин, З. В. Горбач, П. В. Глібчук написали книжку «Село моє в Медоборах» (Збараж, 2013).
12 червня 2020 року, відповідно до Розпорядження Кабінету Міністрів України від  № 724-р «Про визначення адміністративних центрів та затвердження територій територіальних громад Тернопільської області», село увійшло до складу Збаразької міської громади.
19 липня 2020 року, в результаті адміністративно-територіальної реформи та ліквідації Зборівського району, село увійшло до складу новоутвореного Тернопільського району.

## Населення

### Мова
Розподіл населення за рідною мовою за даними перепису 2001 року:
| Мова       | Відсоток |
| ---------- | -------- |
| українська | 98,45%   |
| російська  | 1,55%    |

## Пам'ятки
Є церква Введення в храм Пресвятої Богородиці (1997, мурований). Пізніше побудовано каплицю (2008).
У селі була дерев'яна церква. Її збудував у 1799 році майстер Н. Клемович, про що свідчив напис на одвірку надпоріжника західних дверей:
|  | Тщанієм... Іо. Городєцкого сооружи Н. Клємовичъ зодєць совєрши жє єсть Р[оку] Б[ожого] аψчθ юліѧ д[ня] ки |

У 1964—1968 рр. служив парохом о. Василь Боднарчук, згодом Митрополит Луцький і Волинський Іоанн.
Споруджено пам'ятник воїнам-односельцям, полеглим у Німецько-радянській війні (1967), насипано символічну могилу воякам УПА (поч. 1990-х років).

## Соціальна сфера
Працюють ЗОШ 1—3 ступенів, Будинок культури, бібліотека, амбулаторія сімейного лікаря, відділення зв'язку, ТзОВ «Поділля», торговельний заклад, ковбасний цех, хлібопекарня.

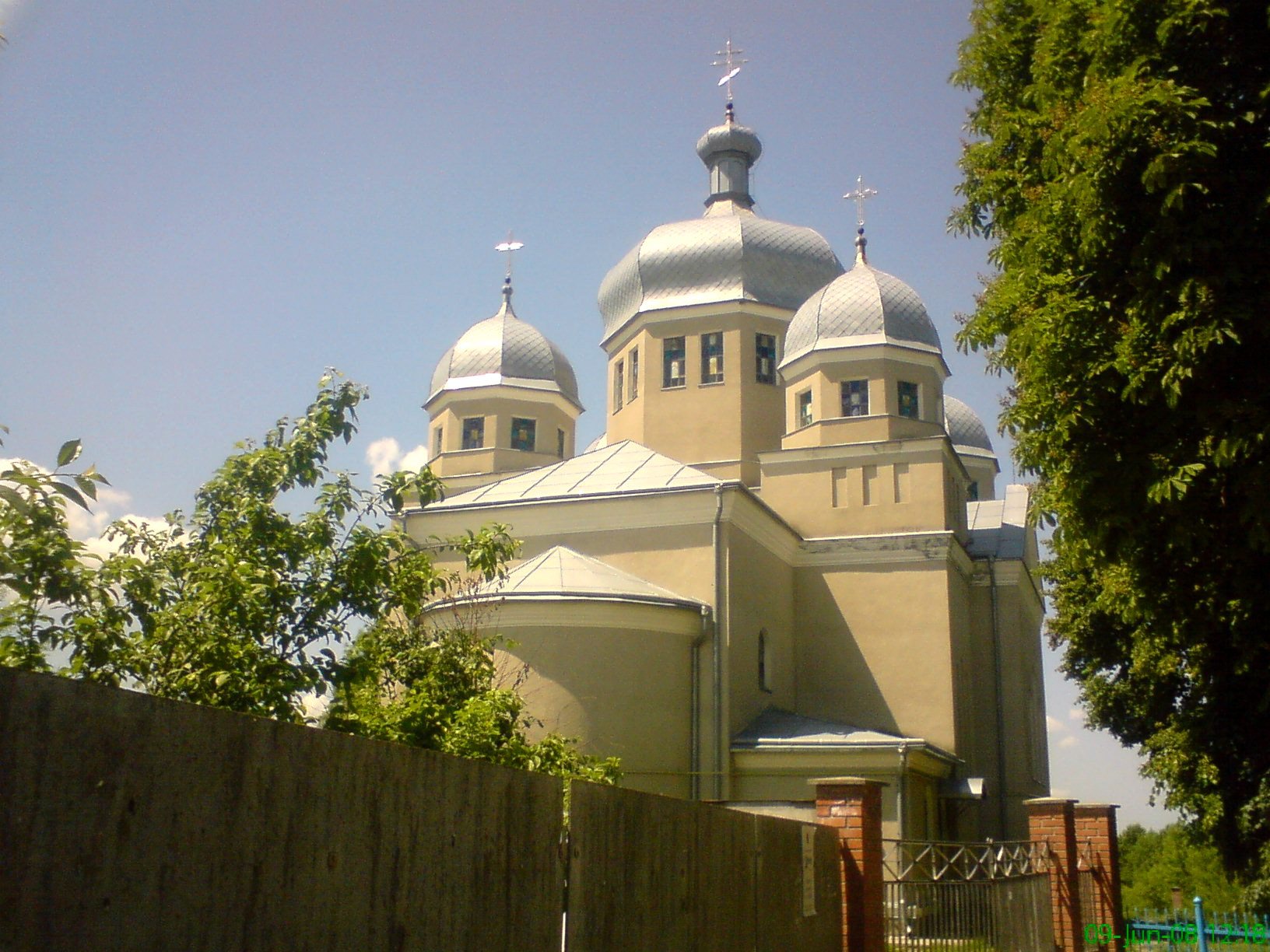
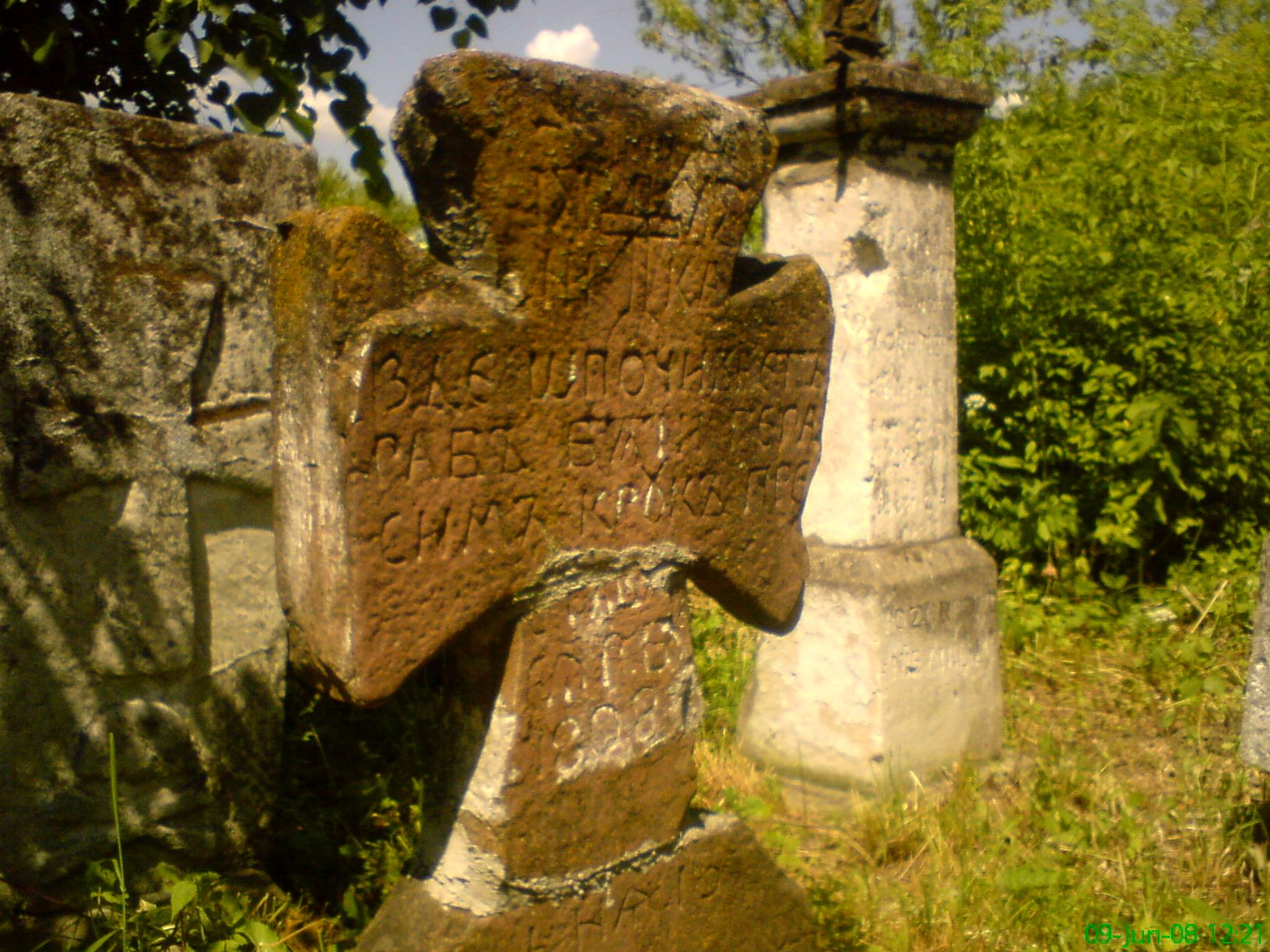
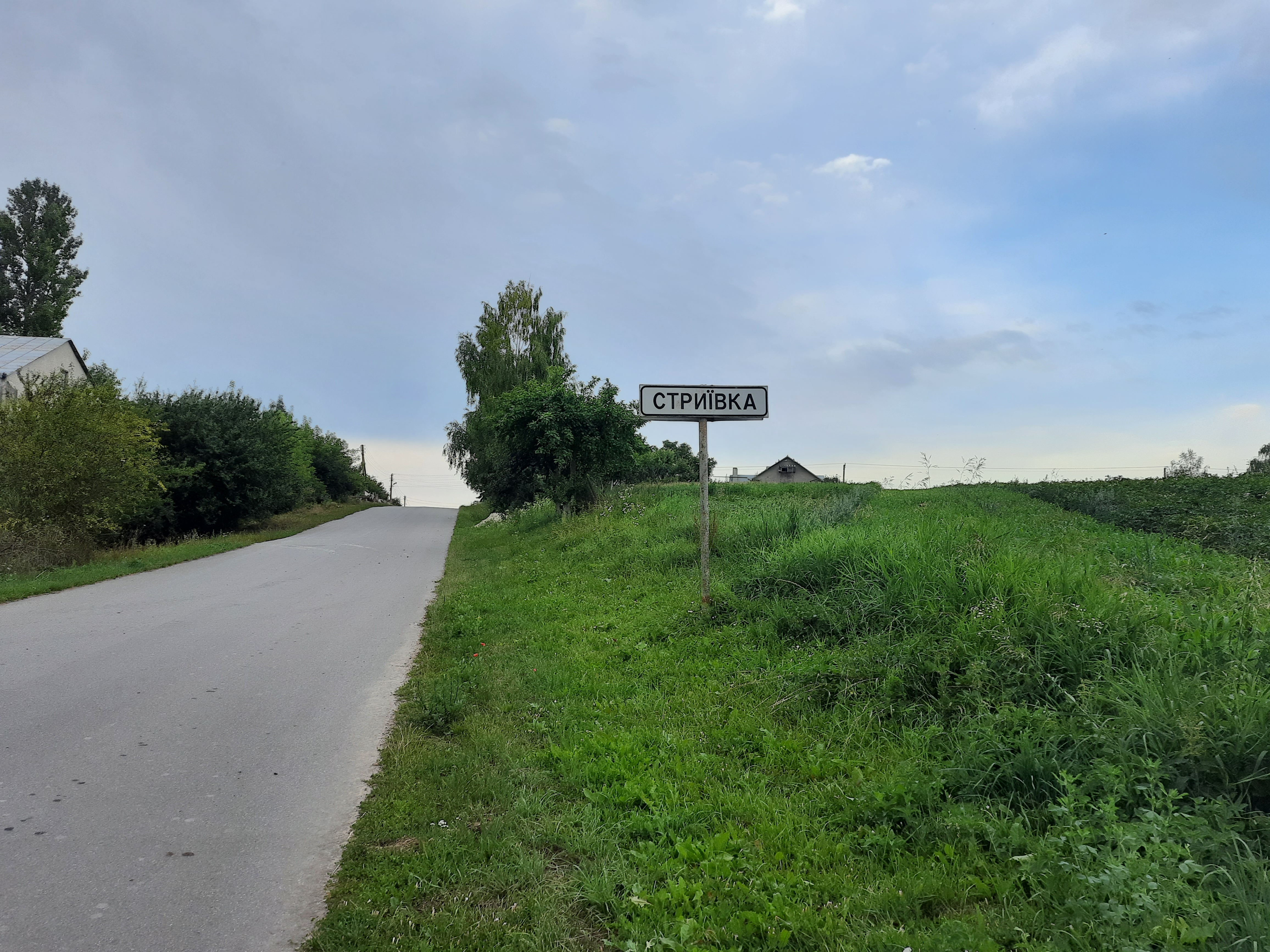
Дорожній знак при вїзді в село
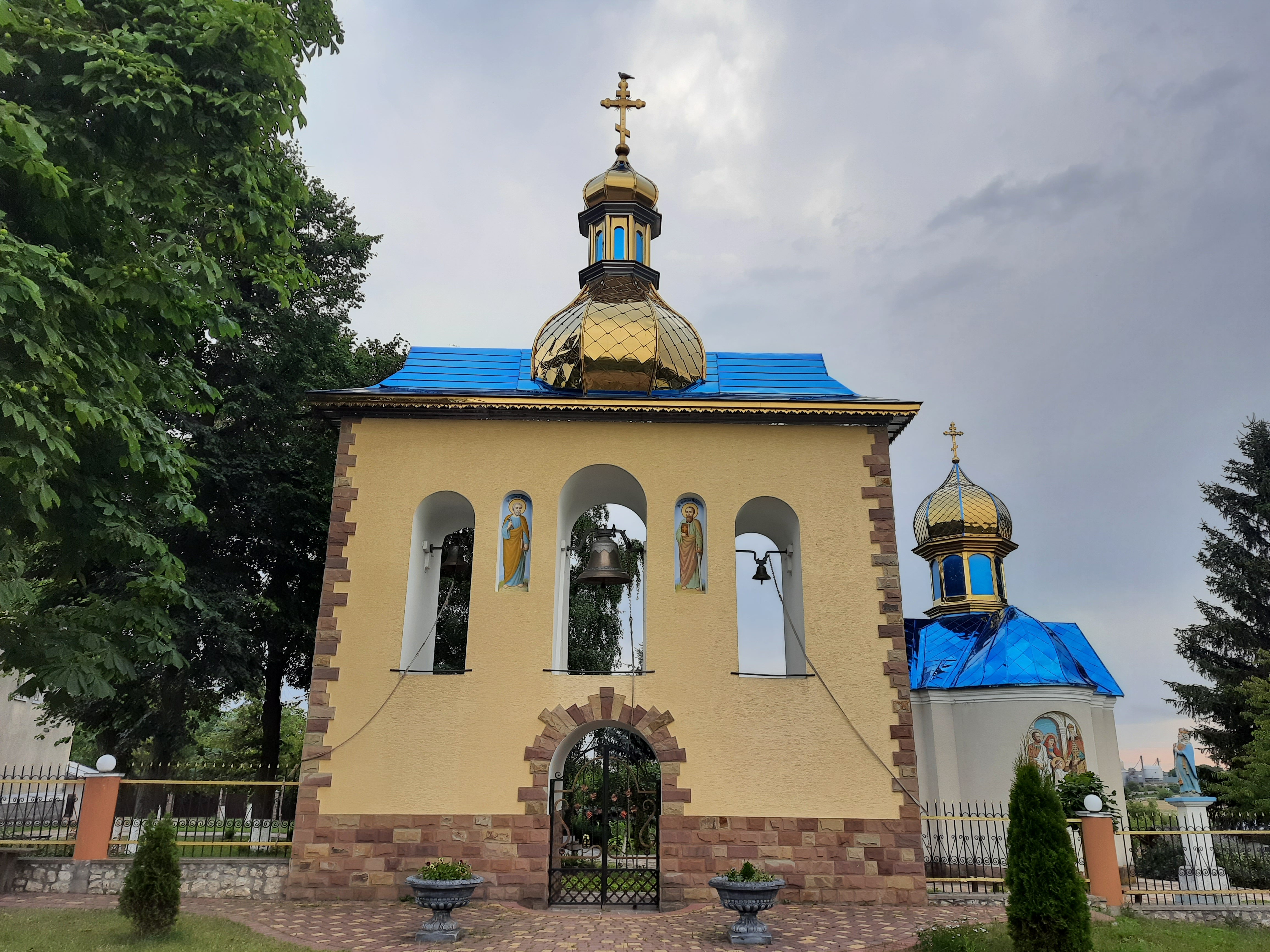
Церква Святих Апостолів Петра і Павла
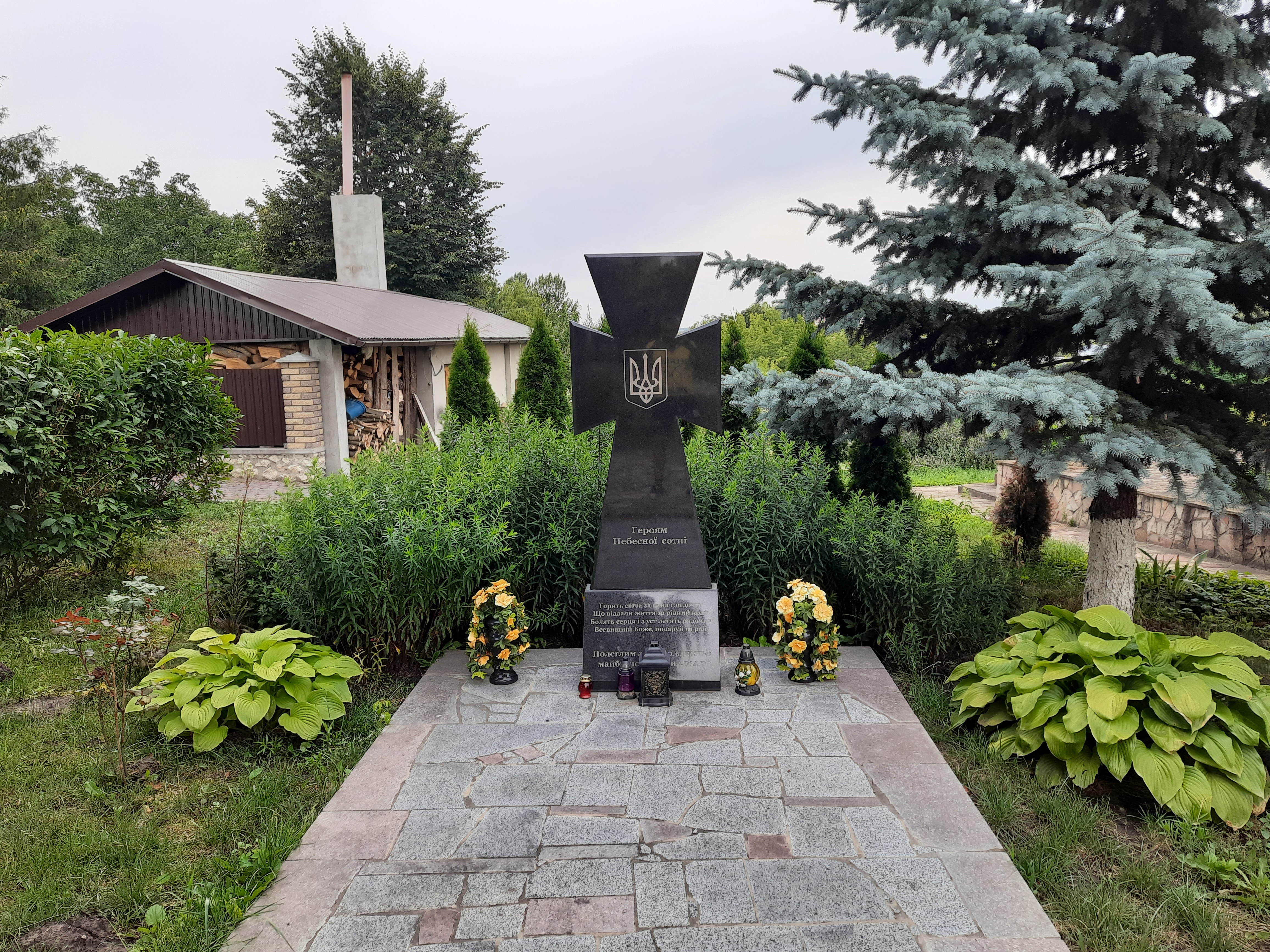
Пам'ятний знак Небесній сотні
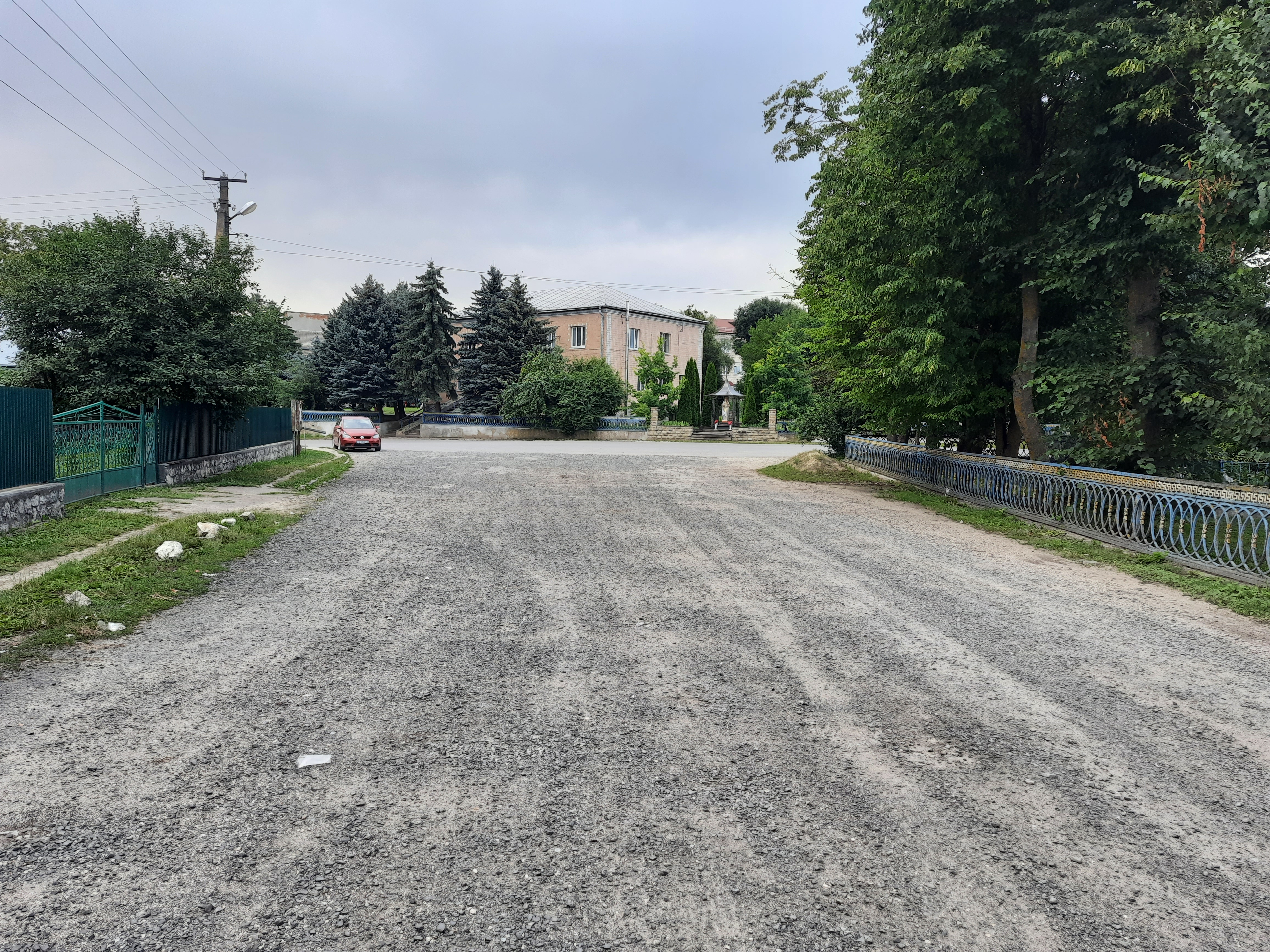
Сільська вулиця
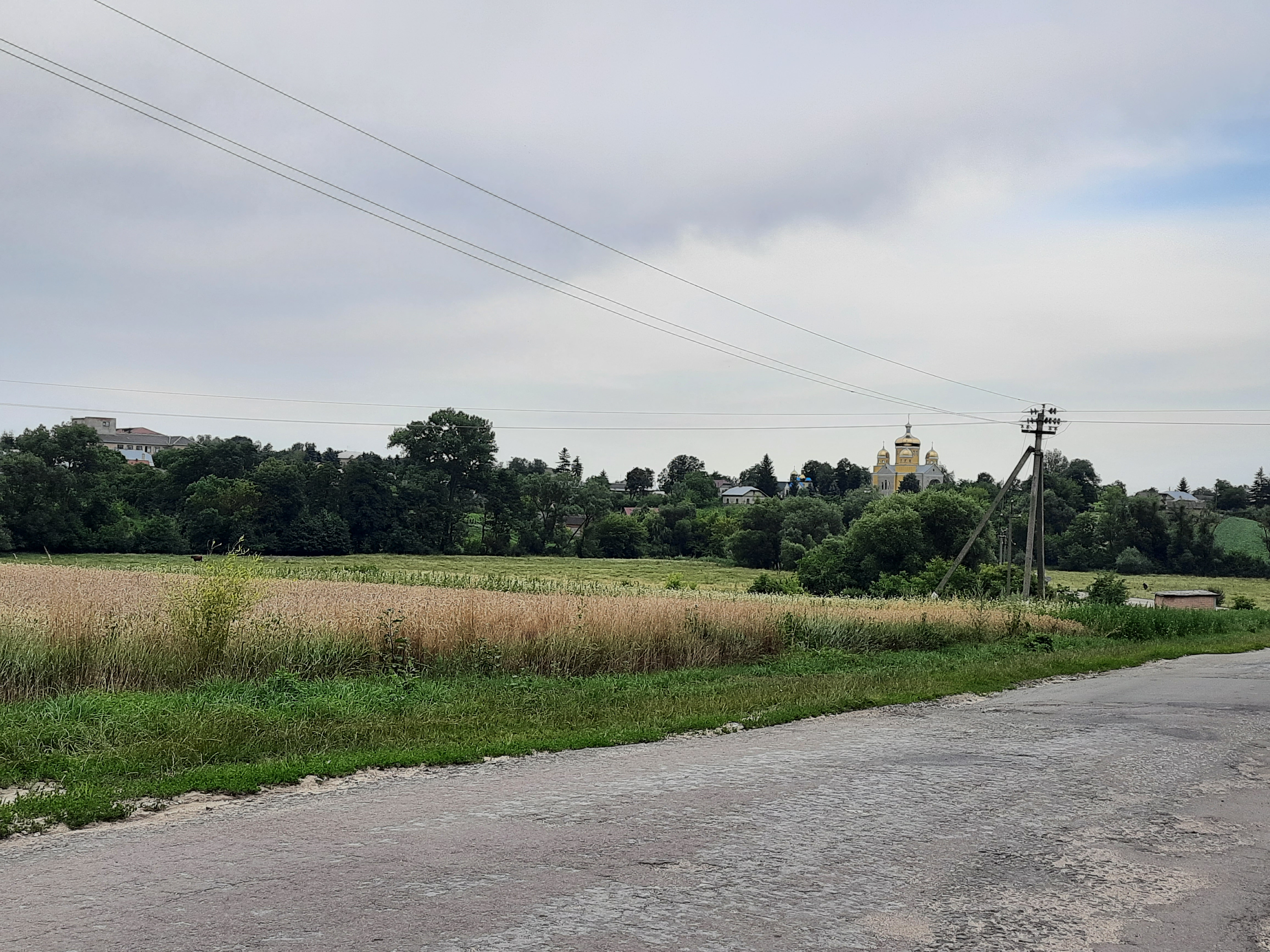
Краєвид села
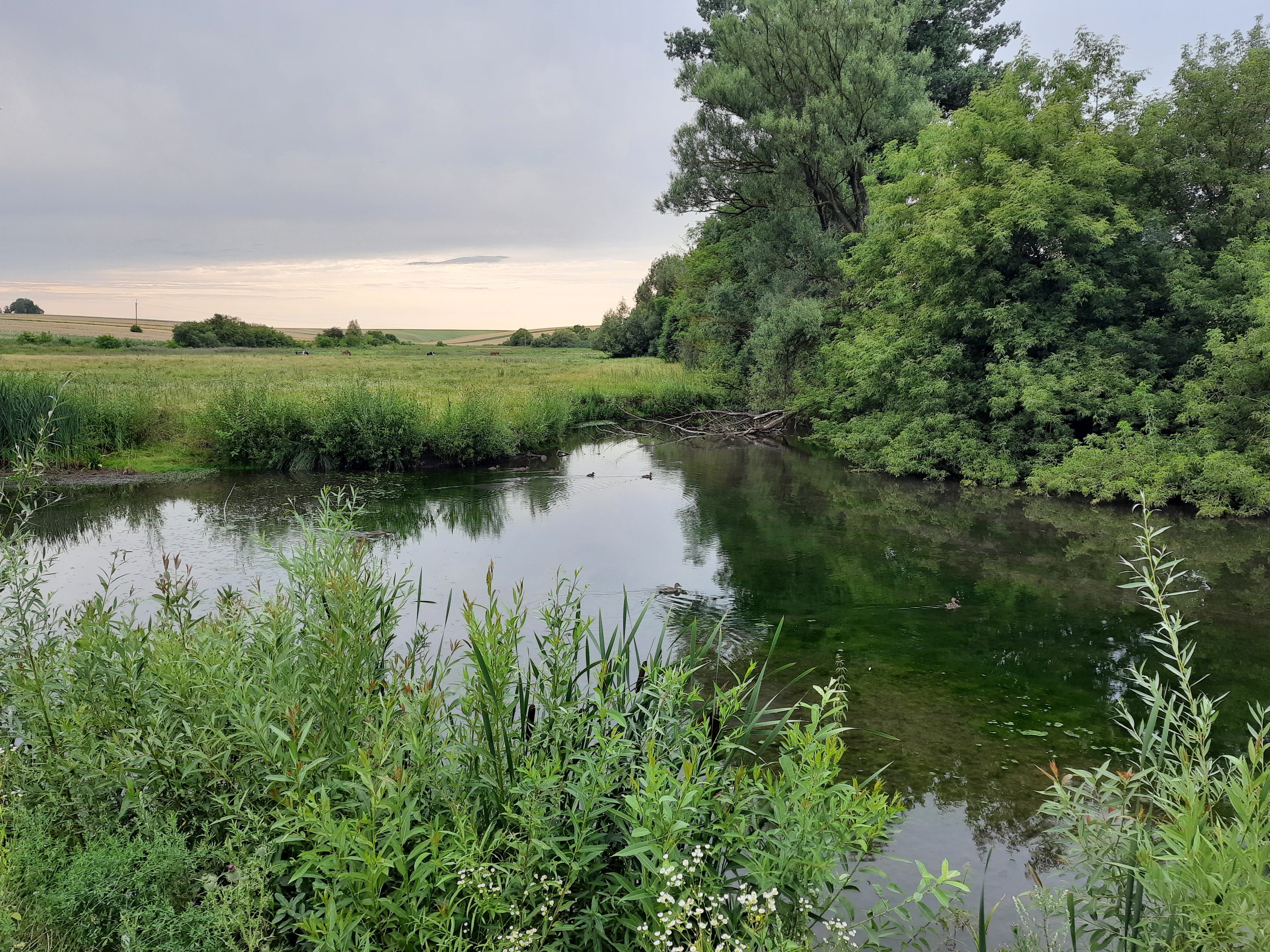
Річка Нетич біля села

## Відомі люди

### Народилися
- Зарицький Орест (1863—1930) — лікар-офіцер флоту Австро-Угорщини, морський генеральний штабний лікар (контрадмірал).
- Тленюк Богдан Васильович (1986-2023)  — військовослужбовець ЗСУ, учасник російсько-української війни[9][10].